# Aeolus AX4
Aeolus AX4 (ранее Dongfeng Fengshen AX4) — субкомпактный кроссовер производства Dongfeng Motor Corporation.

## Описание
Dongfeng Fengshen AX4 был представлен на Шанхайском автосалоне в 2017 году с выходом на рынок в сентябре 2017 года. В иерархии автомобиль располагался выше AX3, но ниже AX5.

### Технические характеристики
Aeolus AX4 оснащался 1,4-литровым турбодвигателем мощностью 103 кВт и крутящим моментом 196 Н·м или же 1,6-литровым двигателем мощностью 91 кВт и крутящим моментом 196 Н·м. 1,4-литровый турбодвигатель сочетается в паре с шестиступенчатой трансмиссией с двумя сцеплениями, расход топлива — 6,5 л на 100 км. 1,6-литровый двигатель сочетается в паре с пятиступенчатой механической или же с шестиступенчатой автоматической трансмиссией, расход топлива — 5,9 л на 100 км.

### Галерея

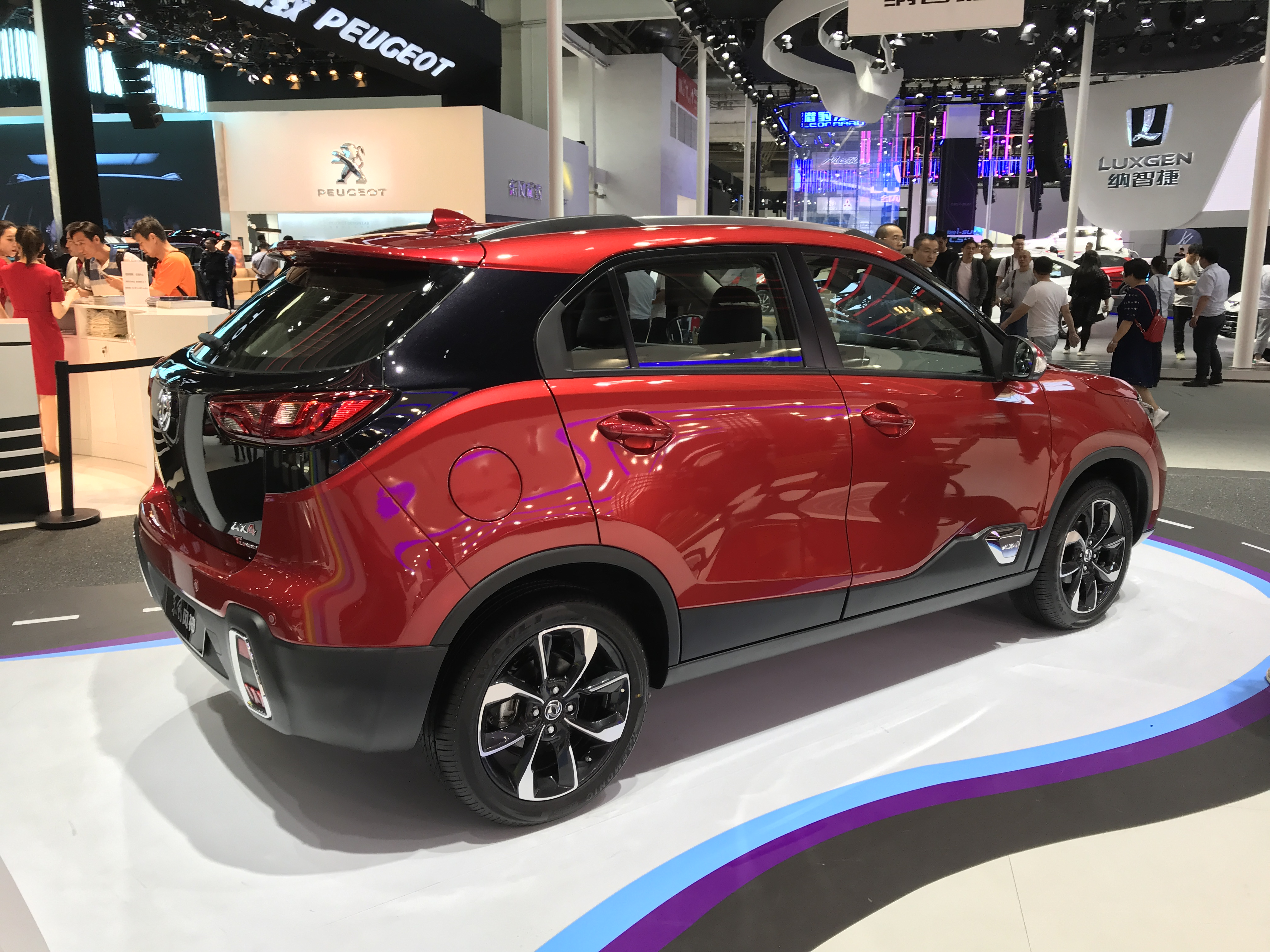
Dongfeng Fengshen AX4
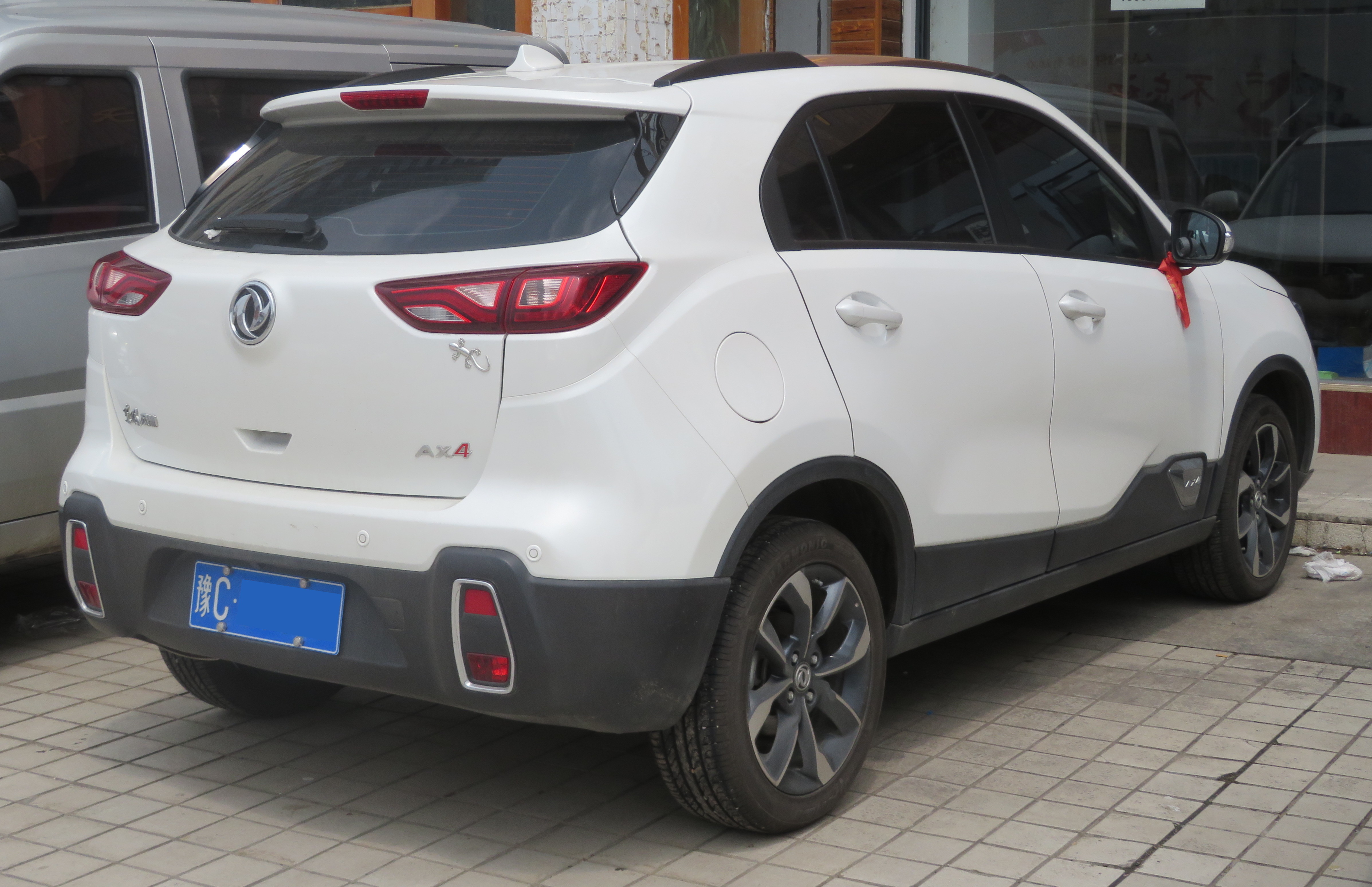
Вид сзади